# Кумское сельское муниципальное образование
Кумское сельское муниципальное образование — сельское поселение в Черноземельском районе Калмыкии.
Административный центр — посёлок Кумской.

## География
Кумское СМО расположено в пределах Прикаспийской низменности. Гидрографическая сеть развита слабо. Основное питание водоёмов происходит за счёт снеготаяния и в меньшей степени за счет летних осадков и грунтовых вод. Наиболее крупная река — Кума. По реке проходит граница с Дагестаном.
Кумское СМО граничит
- на юге — с Республикой Дагестан,
- на западе — с Прикумским СМО;
- на севере — с Комсомольским и Нарынхудукским СМО;
- на востоке — с Артезианским СМО.

## Климат
Климат Кумского СМО резко континентальный, характеризуется жарким и очень сухим летом, малоснежной, иногда с большими холодами, зимой. Самый холодный месяц — январь. Средние температуры января отрицательные: от −7…−9 °C до −10…−12 °C, минимальная температура января: −33…−35 °C. Средние температуры июля составляют +23,5…+25,5 °C. Абсолютный максимум температуры в жаркие года достигает +42…+45 °C.
Продолжительность безморозного периода составляет 173—186 дней. Продолжительность солнечного сияния составляет 182—186 дней в году.
Годовое количество осадков около 200 мм, выпадают преимущественно в тёплый период года. Число дней со снежным покровом составляет 40-54. Высота снежного покрова незначительна — не более 10 см. Глубина промерзания почвы в среднем за зиму достигает 34 см, а в отдельные наиболее суровые зимы почва — до 64 см. В течение зимы насчитывается около 16 дней с гололёдом.
Испаряемость за вегетационный период значительно превосходит количество выпадающих осадков. Увлажнение недостаточное, коэффициент увлажнения 0,2-0,3. За вегетационный период число дней с суховеями на территории СМО колеблется от 100 до 125. Территория СМО характеризуется наличием постоянных сильных ветров с преобладанием восточных. Только в летнее время усиливаются ветры западного направления. Наибольшая скорость ветров наблюдается в январе — марте. Количество дней с сильным ветром в среднем за год составляет 18-36 дней. Отмечаются сильные пыльные бури.

## Население
| 2002 | 2010 | 2011 | 2012 | 2013 | 2014 | 2015 |
| ---- | ---- | ---- | ---- | ---- | ---- | ---- |
| 953  | ↘699 | ↗703 | ↘689 | ↘679 | →679 | ↘652 |
| 2016 | 2017 | 2018 | 2019 | 2020 | 2021 |      |
| ↗658 | ↘646 | ↘637 | ↘634 | ↗641 | ↘608 |      |

Численность Кумского СМО, по данным на 1 января 2012 года, составляет 603 человека. Население размещено неравномерно: 66,5 % сконцентрировано в посёлке Кумской, 19 % проживает в посёлке Рыбачий. Система расселения Кумского СМО отличается мелкоселённостью — 3 населённых пункта из 5 относятся к категории мельчайших сельских населённых пунктов. На протяжении последних лет наблюдается устойчивый отток населения с территории СМО.

### Национальный состав
По данным Всероссийской переписи населения 2010 года:
| Национальность | Численность (чел.) | Процентное соотношение |
| -------------- | ------------------ | ---------------------- |
| Калмыки        | 286                | 40,92%                 |
| Даргинцы       | 200                | 28,61%                 |
| Русские        | 90                 | 12,88%                 |
| Чеченцы        | 59                 | 8,44%                  |
| Грузины        | 19                 | 2,72%                  |
| Аварцы         | 13                 | 1,86%                  |
| Другие         | 32                 | 4,58%                  |
| Всего          | 699                | 100,00%                |

## Состав сельского поселения
| № | Населённый пункт | Тип населённого пункта          | Население |
| - | ---------------- | ------------------------------- | --------- |
| 1 | Кёк Усн          | посёлок                         | ↘12       |
| 2 | Кумской          | посёлок, административный центр | ↘401      |
| 3 | Рыбачий          | посёлок                         | ↗114      |
| 4 | Чанта            | посёлок                         | ↘39       |
| 5 | Яковлево         | посёлок                         | ↘37       |

## Экономика
Основная отрасль экономики — сельское хозяйство. На территории СМО по состоянию на 2011 год расположено МУП имени С. М. Будённого и 36 крестьянских (фермерских) хозяйств. МУП имени С. М. Будённого специализируется на разведении овец и коз, кормопроизводстве. Численность работников — 39 человек. В СМО сфера услуг представлена предприятиями торговли и общественного питания. Действует Потребительское общество «Хлеб» и мини-пекарня.

## Транспортная инфраструктура
Территорию СМО пересекает автодорога Яшкуль — Комсомольский — Артезиан. Подъезды с твёрдым покрытием к населённым пунктам отсутствуют.